# OGLE-2005-BLG-169Lb
OGLE-2005-BLG-169Lb é um planeta extrassolar que orbita em torno de OGLE-2005-BLG-169L, uma estrela localizada a cerca de 13.372 ± 1.305 anos-luz (4100 ± 400 pc) de distância a partir da Terra, na constelação de Sagittarius. Este planeta foi descoberto em 2005 pelo projeto OGLE, através do método de microlente gravitacional. Com base em uma massa mais provável para a estrela hospedeira de 0,49 massa solar (M☉), o planeta teria uma massa de 13 vezes maior que a massa da Terra (M⊕). Sua massa e temperatura estimadas estão próximas as de Urano e a distância de sua estrela hospedeira é de cerca de 595 milhões quilômetros. Especula-se que este planeta pode ser tanto um gigante gelado como Urano, ou uma "superterra" com uma superfície sólida gelada ou rochosa.

## Planeta confirmado
Este planeta foi confirmado em 2015 através de medidas de acompanhamento do movimento próprio de origem relativo das estrelas e de lentes. Segundo os dados obtidos através do sistema de lente o planeta tem uma massa de 14,1 massas terrestres em órbita de uma estrela anã do tipo K com uma massa de 0,69 massa solar e com uma separação projetada de 3,5 UA. O planeta provavelmente representa um "núcleo de um Júpiter que falhou".